# Blue Valentine
 Blue Valentine és una pel·lícula dramàtica estatunidenca, dirigida per Derek Cianfrance el 2010.
La pel·lícula va ser presentada al Festival de Canes 2010, en la categoria Un certain regard.

## Argument
Dean (Ryan Gosling) i Cindy (Michelle Williams) són un matrimoni que porta sis anys junts i tenen una filla en comú. Amb el temps, Cindy perd l'interès per la relació amb el seu marit. Dean, en un intent de recuperar la passió en la seva relació, li proposa de passar una nit en un hotel temàtic. Allà s'allotgen en l'anomenada habitació del futur : una habitació on mitjançant flashbacks recordaran com es van conèixer, de quina manera es van enamorar i com, irremeiablement, la seva relació va començar a deteriorar-se. El film demostra que les relacions més esperançadores poden arribar a enfonsar-se i marcar la vida de les persones, fent que mai no tornin a ser les mateixes...
Es va rodar entre maig i juny de 2009, íntegrament en localitzacions dels Estats Units.
Destaquen les ciutats de Carbondale, Scranton i Honesdale en l'estat de Pennsilvània. També es van rodar escenes de la pel·lícula en diversos barris de Nova York com Queens o Manhattan. L'inici del rodatge estava planificat per la primavera de 2008, però va ser retardat per la mort de Heath Ledger. Els productors van decidir retardar-lo per respecte a Michelle Williams, ex-xicota de l'actor mort i mare de la seva filla, Matilda. També van prendre aquesta decisió perquè no volien que una altra actriu interpretés el personatge de Cindy.

## Rebuda

### Resposta de la crítica

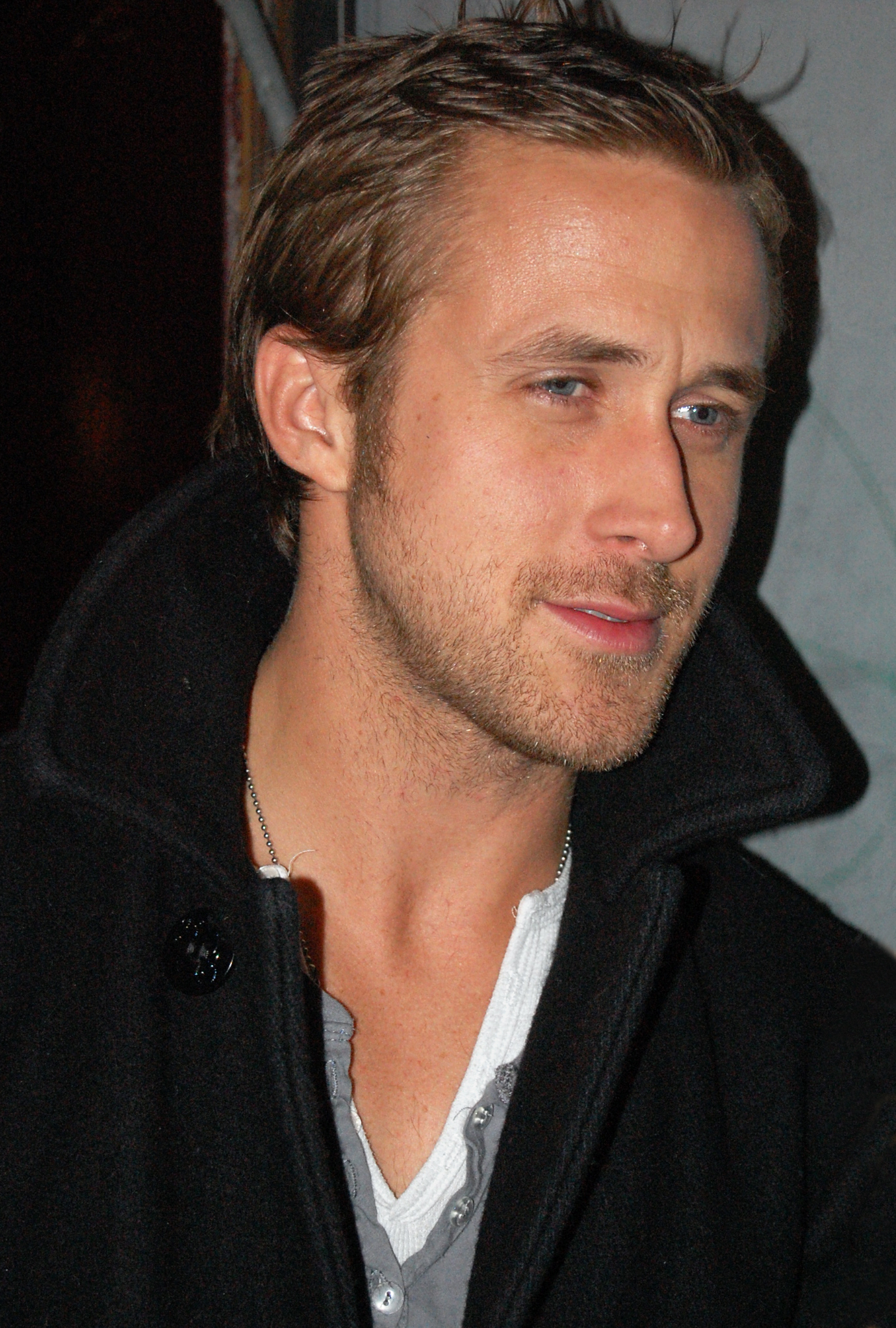
Ryan Gosling com Dean.

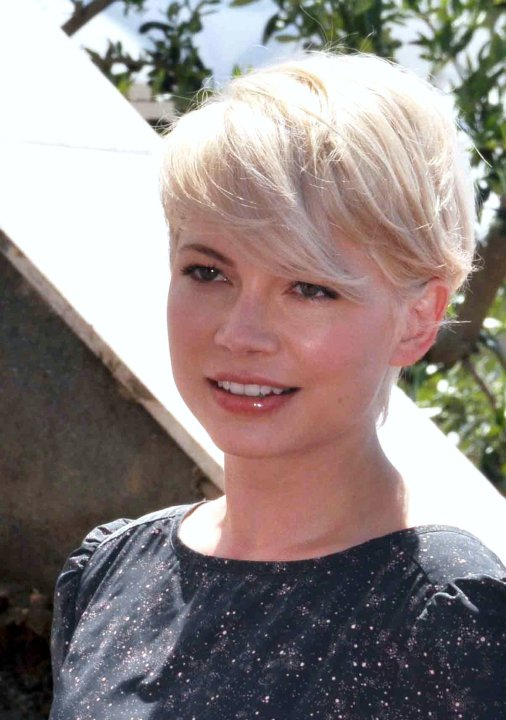
Michelle Williams com Cindy.

Segons la pàgina d'Internet Rotten Tomatoes va obtenir un 89% de comentaris positius, arribant a la següent conclusió: "aquest emocional i commovedor examen del matrimoni no és fàcil de veure, però Michelle Williams i Ryan Gosling donen una inusual profunditat i poder a les seves interpretacions"
 Roger Ebert va escriure per a  Chicago Sun Times  que "Cianfrance, el director i guionista de la pel·lícula, observa amb gran exactitud el naixement i la decadència d'una relació. El film és viu en els seus detalls […] " Segons la pàgina d'Internet Metacritic va tenir crítiques positives, amb un 81%, basat en 42 comentaris, dels quals 34 són positius.

## Repartiment
- Ryan Gosling: Dean Periera
- Michelle Williams: Cindy
- Mike Vogel: Bobby Ontario, l'ex de Cindy
- John Doman: Jerry Heller, el pare de Cindy
- Jen Jones: l'àvia de Cindy
- Ben Shenkman: el doctor Sam Feinberg
- Faith Wladyka: Frankie Periera, la filla de Cindy
- Reila Aphrodite: Mary
- Mel Jurdem: Walter, el vell

## Premis i nominacions

### Nominacions
- 2011. Oscar a la millor actriu per Michelle Williams
- 2011. Globus d'Or al millor actor dramàtic per Ryan Gosling
- 2011. Globus d'Or a la millor actriu dramàtica per Michelle Williams